# Pinggu
Pinggu is een stad en een arrondissement in het oosten van de hoofdstedelijke provincie Beijing. Bij de volkstelling van 2020 had Pinggu 457.313 inwoners.